# Psaenythia rubripes
Psaenythia rubripes är en biart som beskrevs av Heinrich Friese 1908. Psaenythia rubripes ingår i släktet Psaenythia och familjen grävbin. Inga underarter finns listade i Catalogue of Life.